# Francis Giraud
Francis Giraud (* 4. Juli 1932 in Marseille; † 23. Oktober 2010) war ein französischer Politiker. 
Hauptberuflich war Giraud Arzt. Von 1998 bis 2008 war er Mitglied des Senats. Dort vertrat er zunächst das RPR und später die UMP. Neben seiner Tätigkeit als Senator war er ab 1983 Bürgermeister der Gemeinde Roquefort-la-Bédoule. Von diesem Posten trat er im August 2009 aus gesundheitlichen Gründen zurück. Im selben Jahr wurde Giraud zum Mitglied der Ehrenlegion ernannt.